# Tropidozineus inexpectatus
Tropidozineus inexpectatus là một loài bọ cánh cứng trong họ Cerambycidae.